# Аллея баобабов
Аллея баобабов, или Баобаб Авеню, представляет собой группу баобабов Грандидье (Adansonia grandidieri), которые растут вдоль грунтовой дороги между Мурундавой и Белуни Цирибихиной в регионе Менабе на западе Мадагаскара.
Этот пейзаж привлекает путешественников из разных стран, делая его одним из самых популярных мест в регионе. За местностью активно следят местные организации, и в июле 2007 года Министерство окружающей среды, водных ресурсов и лесного хозяйства предоставило ему временный статус охраняемой территории — это был важный шаг к признанию его первым памятником природы Мадагаскара.

## Описание

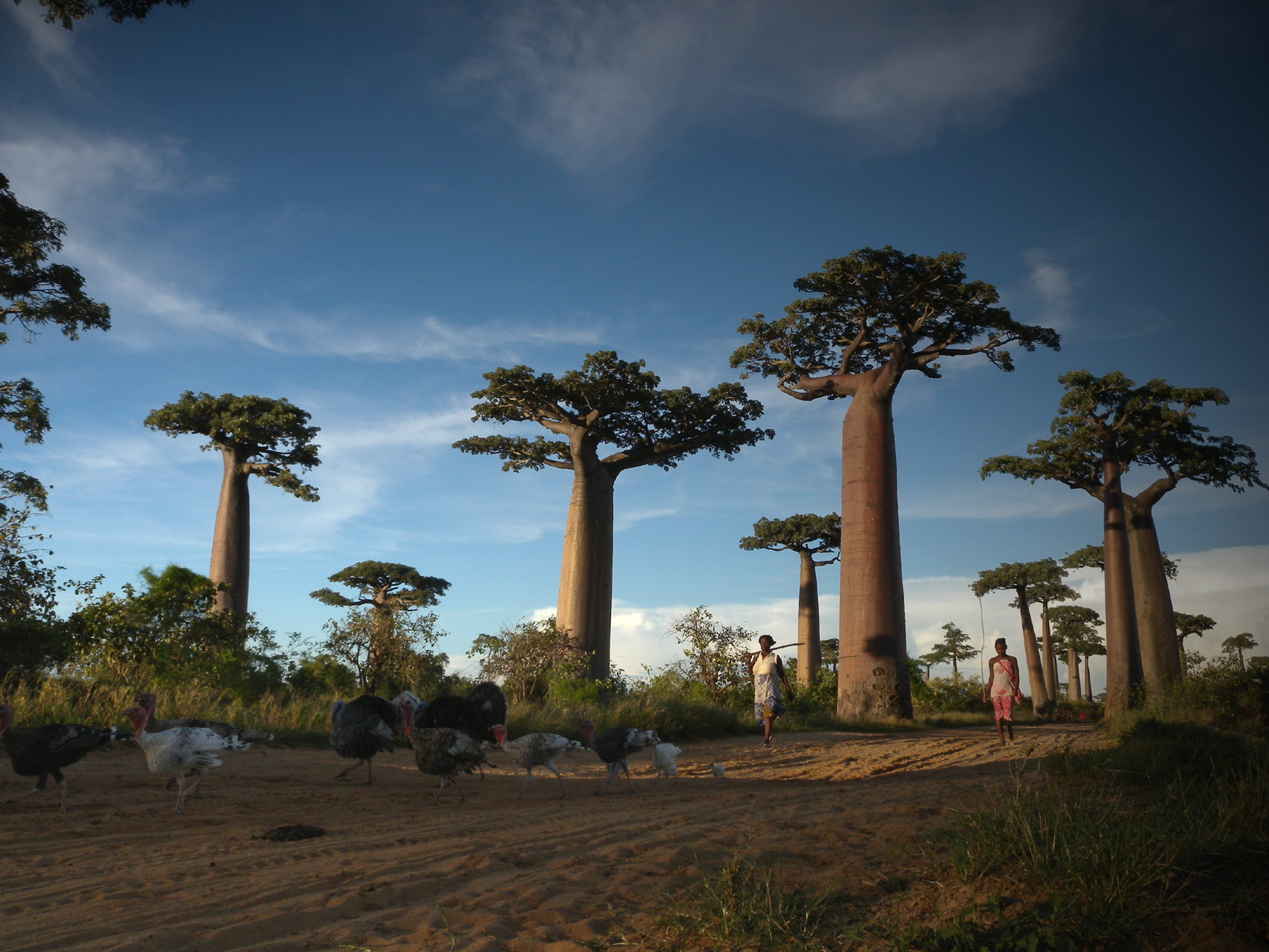
Аллея баобабов

Примерно в 30 км к северу от порта Мурундавы, вдоль 260-метрового участка дороги располагается роща из 20-25 баобабов Грандидье. Еще около 25 деревьев этого вида можно найти на близлежащих рисовых полях и лугах, которые занимают площадь примерно 9,9 акров (4 га).
Основное внимание уделяется баобабу Грандидье (Adansonia grandidieri) — высокому дереву, которое растет только в сухих тропических лесах западного Мадагаскара. Оно является эндемиком Мадагаскара и одним из более чем десяти видов баобабов, которые произрастают на острове. Высота баобаба Грандидье может превышать 30 м, а обхват его ствола может превышать 20 м.

### «Baobab Amoureux» — «Баобаб Любви», или «Влюблённые баобабы»

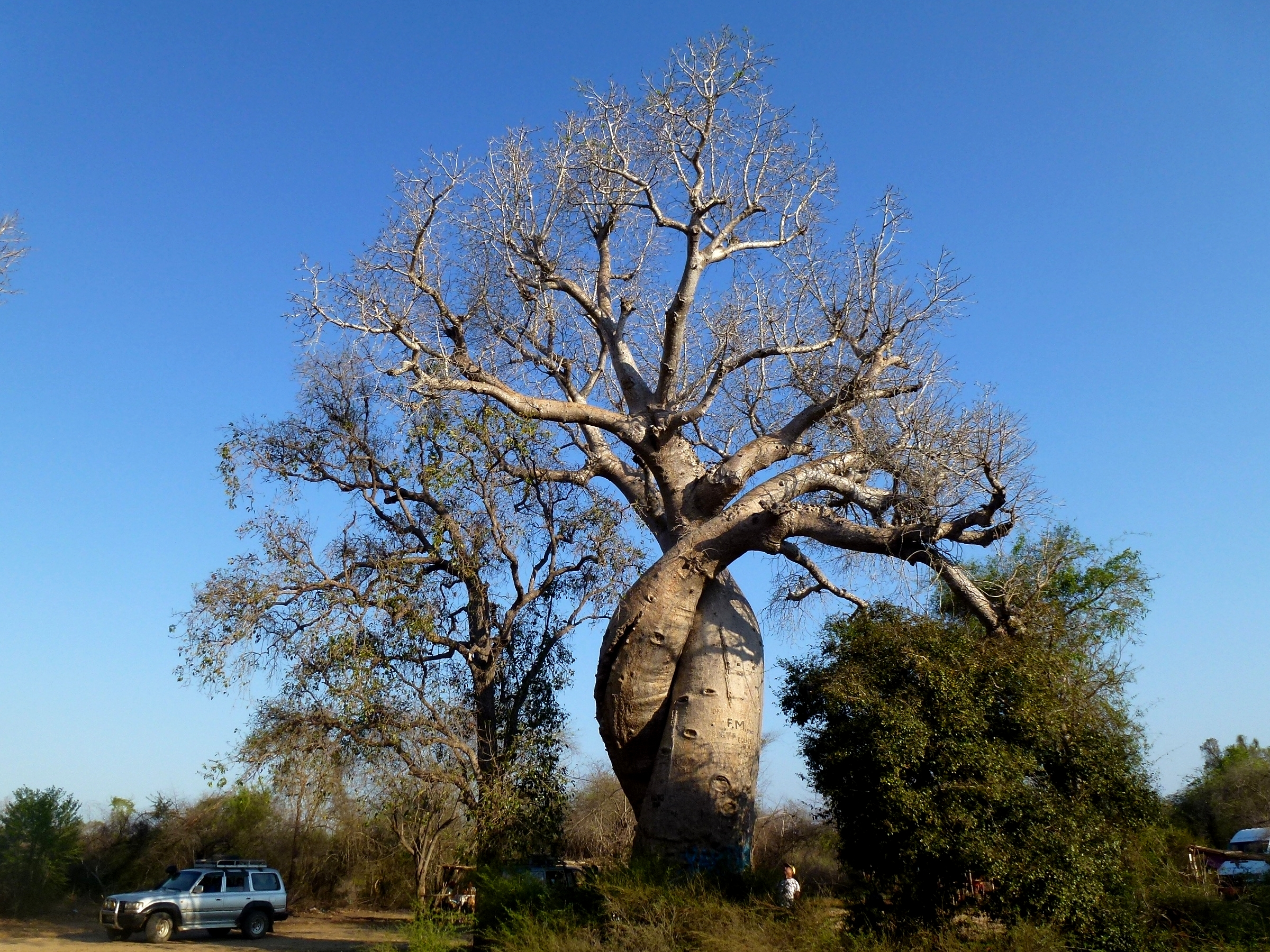
«Влюблённые баобабы»

Рядом с известной Аллеей баобабов находится еще один природный памятник — «Baobab Amureux». Здесь два баобаба (редкий вид Adansonia za) сплелись вместе, символизируя неразлучную любовь, как у двух влюбленных.
Вокруг этого природного явления возникла легенда, которая рассказывает о двух молодых людях, юноше и девушке, которые жили в соседних деревнях. Они влюбились друг в друга, но были вынуждены смириться с уже назначенными им партнёрами и не могли соединиться. Они обратились к богу за помощью — и в результате родились и срослись вместе баобабы, символизируя их неразлучную любовь.

## Охранный статус
Власти Мадагаскара признали Аллею баобабов важным памятником природы (2007), который требует сохранения для будущих поколений. Министр окружающей среды Куту Бернар подчеркнул, что это решение обеспечит надежную защиту ценному природному объекту. Местные СМИ информируют о регулярных пожарах кустарников и лесов, а также об истоках загрязнения из близлежащего сахарного завода, которые угрожают выживанию баобабов.

## Туризм
Посетители со всего мира приезжают на Мадагаскар в любое время года, чтобы насладиться великолепием баобабов. Их уникальные силуэты привлекают туристов, которые любят запечатлевать их на фотографиях, особенно на закате.
Вечером Аллея баобабов часто оживает: туристы запечатлевают силуэты гигантских деревьев, в то время как местные дети предлагают купить или обменять на сладости цветы баобаба и его плоды размером с небольшую дыню. Мадагаскар стремится развивать свою индустрию экотуризма, а Аллея баобабов стала символом не только для региона Менабе, но и для всего Великого острова.

## Галерея

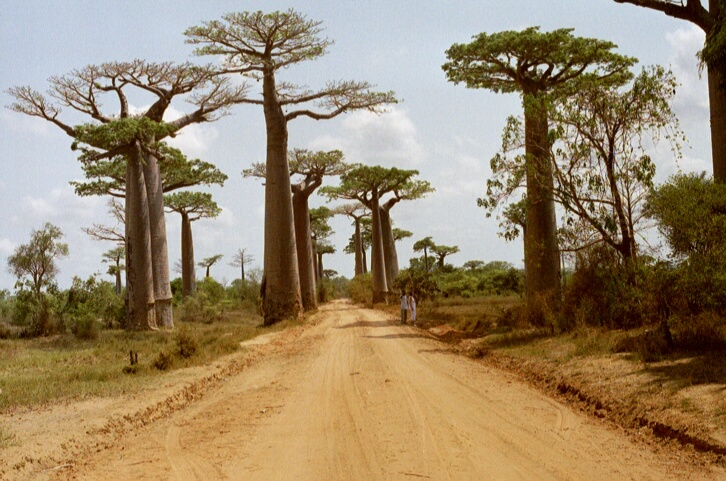
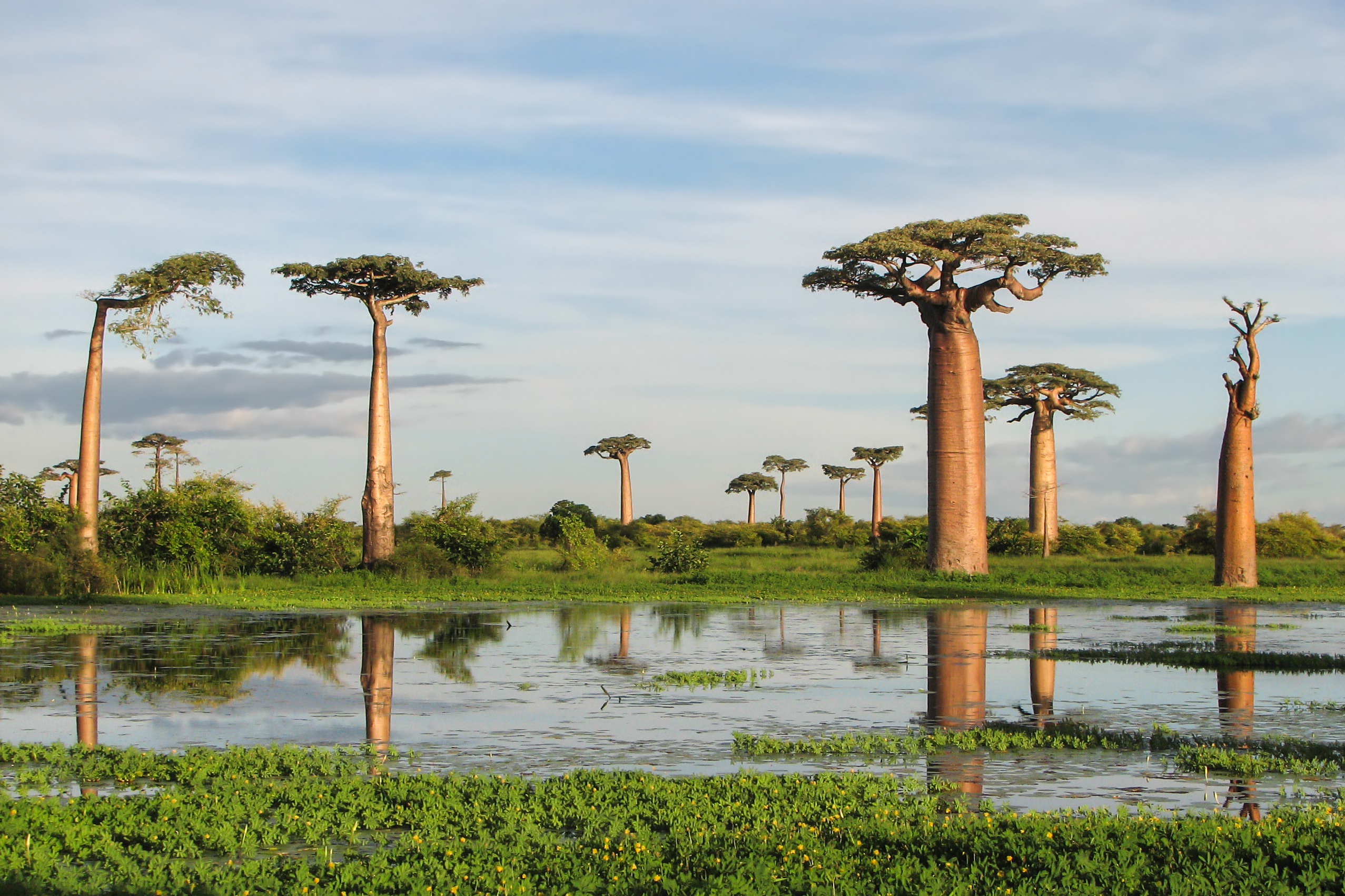
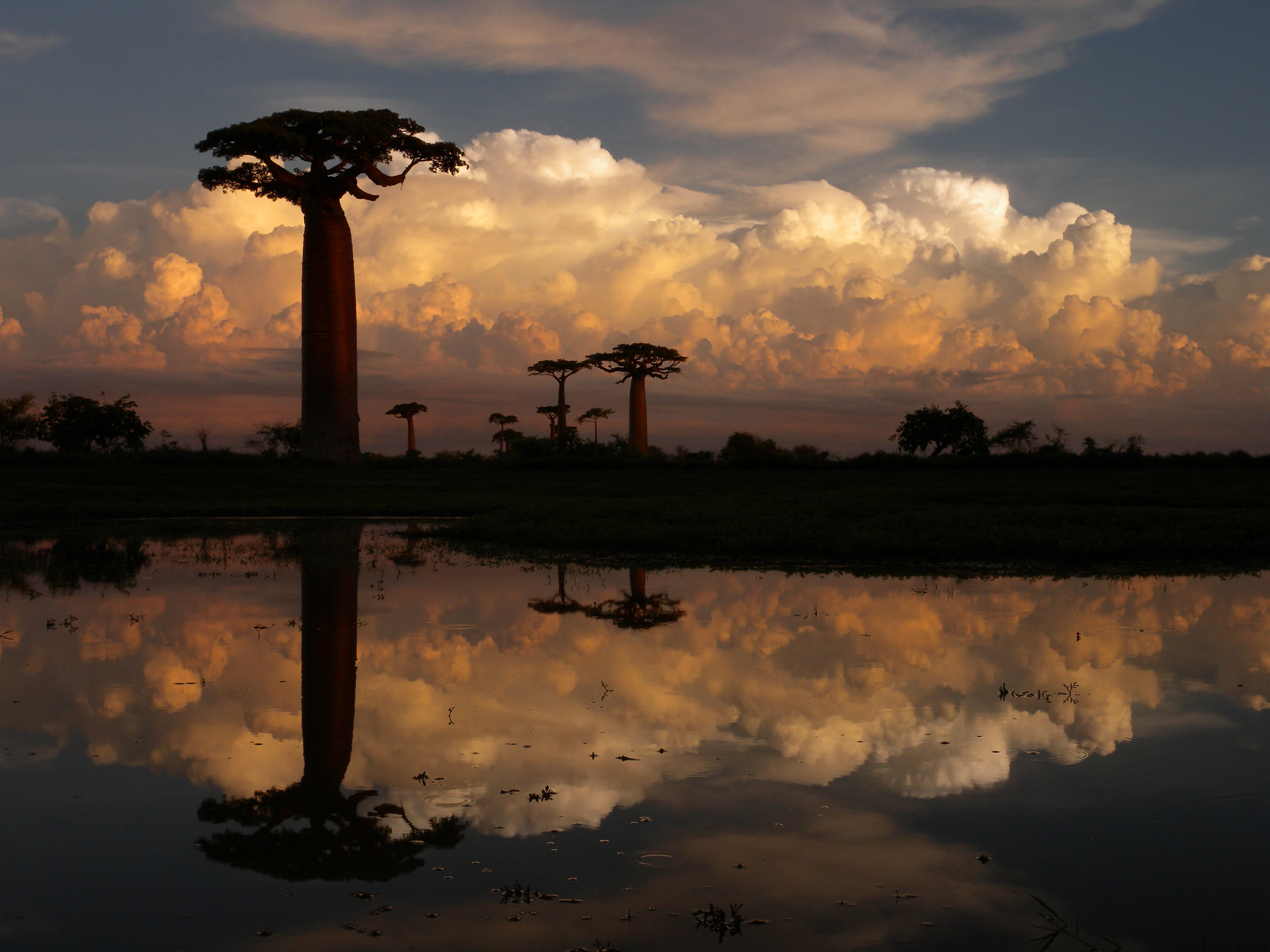
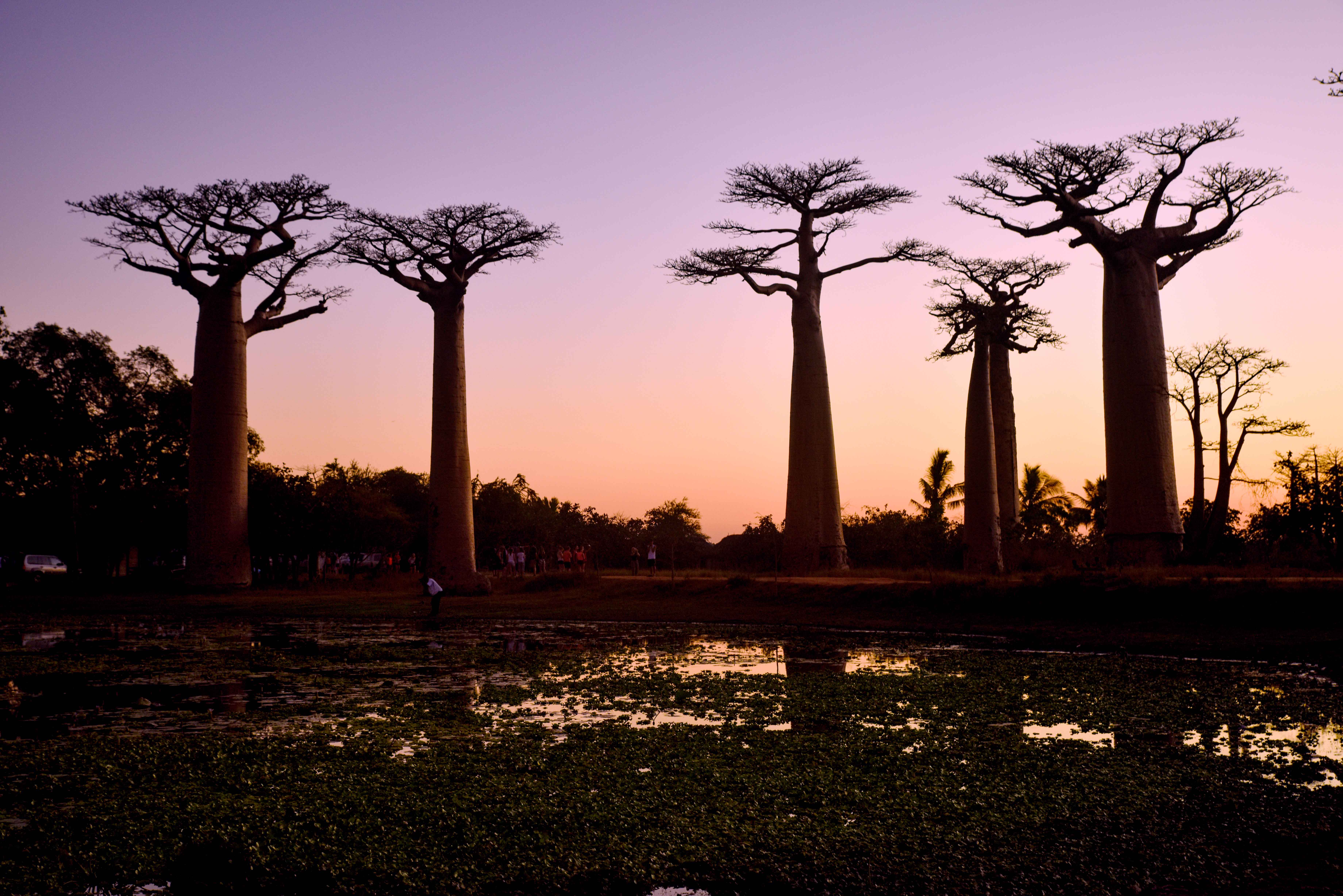
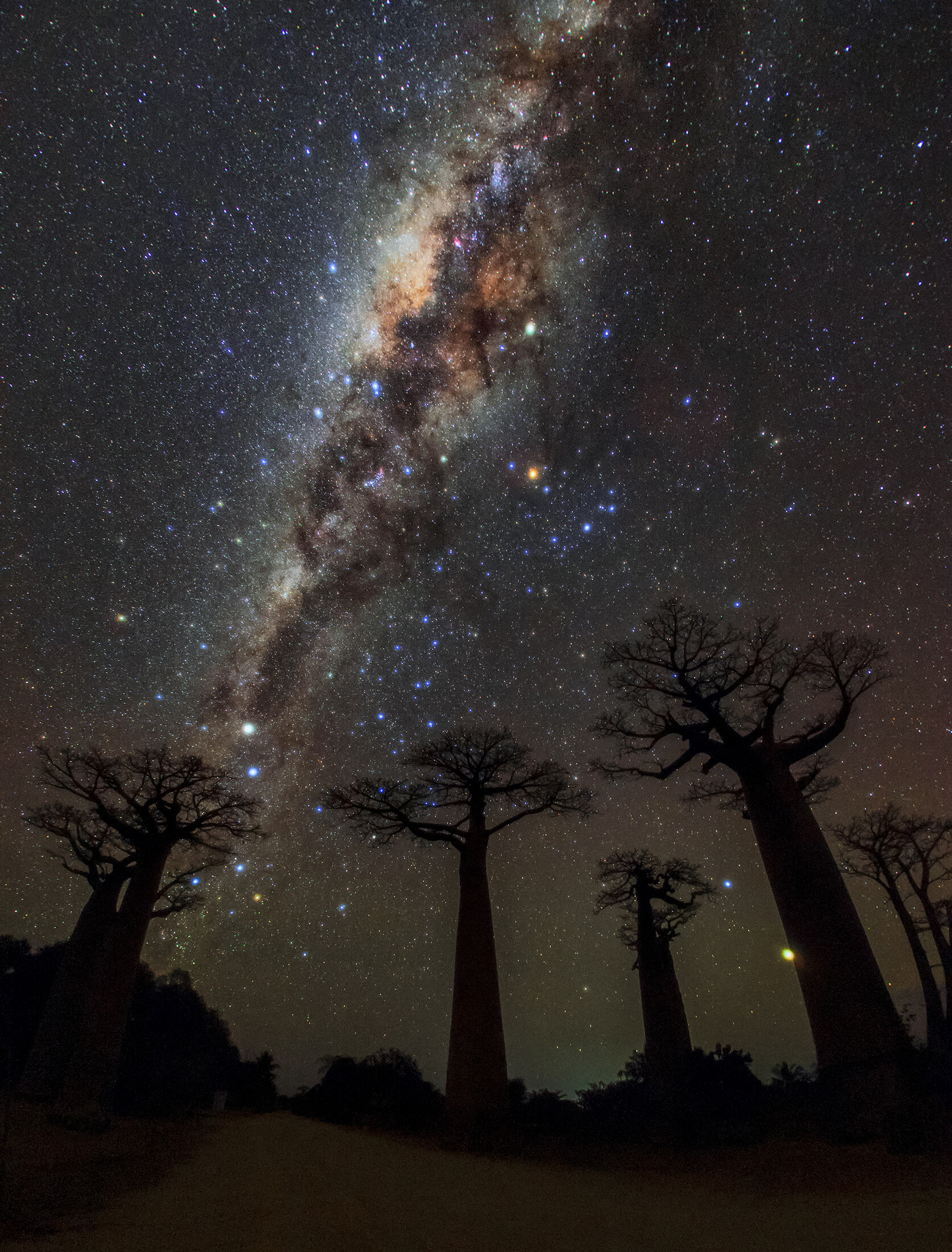